# 아파치 iBATIS
아파치 iBATIS(아파치 아이바티스)는 SQL에 기반한 데이터베이스와 자바, 닷넷(.NET), 루비(Ruby) 등을 연결시켜 주는 역할을 하는 지속성 프레임워크(Persistence Framework)이다. 이러한 연결은 프로그램의 소스코드에서 SQL 문장을 분리하여 별도의 XML 파일로 저장하고 이 둘을 서로 연결시켜주는 방식으로 작동한다.
또 다른 영속성 프레임워크인 하이버네이트(Hibernate)와 비교하여 하이버네이트는 객체모델을 사용자가 생성을 하면 프레임워크에서 데이터베이스와 연결을 시켜주는 방식인데 반해 iBatis는 사용자가 SQL 문장을 만들면 그에 적합한 객체모델을 생성하는 방식으로 작동한다.

## 프로젝트 상태
프로젝트는 2010년 5월 21일 자바와 닷넷 주요 개발자들을 포함한 팀 전원이 아파치 소프트웨어 재단에서 구글 코드로 이전을 하기로 결정했다고 공표한 후 중단되었으며 같은 해 6월 16일에 기존 프로젝트는 Apache Attic으로 옮겨졌으며 더 이상 개발되지 않는다.

구글 코드에서 새로이 만들어지는 프레임워크의 이름은 MyBatis로 변경되었다.

## 사용법
데이터베이스 테이블 PRODUCT (PROD_ID INTEGER, PROD_DESC VARCHAR(64)) 및 자바 클래스 com.example.Product (id: int, description: String)가 있다고 치자. PROD_ID 키에서 새로운 Product POJO로 제품 레코드를 읽으려면 다음의 매핑을 iBATIS XML 매핑 파일에 추가한다:
```
    
<select
 
id=
"getProduct"
 
parameterClass=
"java.lang.Long"
 
resultClass=
"com.example.Product"
>

 	
select
 
PROD_ID
 
as
 
id,

               
PROD_DESC
 
as
 
description

          
from
 
PRODUCT

         
where
 
PROD_ID
 
=
 
#
value
#

    
</select>

```

그러면 제품 번호 123에 대해 데이터베이스에서 새로운 자바 Product 오브젝트를 다음과 같이 검색한다:
```
    
Product
 
resultProduct
 
=
 
(
Product
)
 
sqlMapClient
.
queryForObject
(
"getProduct"
,
 
123
);

```

## 같이 보기
- MyBatis
- 하이버네이트
- 지속성 프레임워크